# بارهنگ آبی شانه‌ای
بارهنگ آبی شانه‌ای،  بارهنگ آبی برگ شویدی (نام علمی: Potamogeton pectinatus) نام یک گونه از سرده گوشاب است.